# Лимбургский симфонический оркестр
Лимбургский симфонический оркестр (нидерл. Limburgs Symfonie Orkest) — нидерландский симфонический оркестр, базирующийся в Маастрихте. Основан в 1883 г. и дал свой первый концерт 2 сентября. До 1955 г. назывался Маастрихтский муниципальный оркестр (нидерл. Maastrichts Stedelijk Orkest).
В 2013 году оркестр прекратил своё существование, объединившись с Брабантским оркестром; в результате слияния двух коллективов был образован новый Филармонический оркестр Южных Нидерландов (nl:philharmonie zuidnederland).

## Главные дирижёры
- Отто Вольф (1883—1915)
- Хенри Херманс (1915—1947)
- Пауль Хюппертс (1947—1949)
- Андре Рьё-старший (1949—1980)
- Эд Спаньярд (1982—1988)
- Сальвадор Мас Конде (1988—1994)
- Шломо Минц (1995—1998)
- Юнити Хироками (1998—2000)
- Эд Спаньярд (2000—2013)